# Hannibal Rising (film)
Hannibal Rising is een film uit 2007 geregisseerd door Peter Webber. Het is een thriller gebaseerd op het vierde boek uit de Hannibal Lecter-serie van auteur Thomas Harris. Deze film gaat over het verhaal van de jonge Hannibal Lecter.
De vierde Lecter-film is een prequel en zodoende vertelt het verhaal over de jeugd van Hannibal Lecter en wat hem tot een seriemoordenaar en kannibaal maakte. Hannibal Rising werd genomineerd voor Razzie Awards voor slechtste prequel en slechtste horrorfilm.

## Verhaal
Deze prequel voor Manhunter / Red Dragon  met het verhaal over de jeugdjaren van Hannibal Lecter (gespeeld door Aaran Thomas als 8-jarige en door Gaspard Ulliel als 18-jarige), beslaat zijn kindertijd in Litouwen en zijn levensperiode in Frankrijk. Getoond wordt onder andere hoe traumatische gebeurtenissen in zijn kinderjaren invloed op hem hadden.
Centraal hierbij staat de dood van zijn zusje Mischa (Helena-Lia Tachovská) die, anders dan in het boek, vrijwel direct na de dood van zijn ouders door een rondtrekkende groep nazi-collaborateurs gedood en opgegeten wordt. De moorden die Hannibal pleegt zijn, met uitzondering van de visboer (Charles Maquignon) die zijn tante beledigde, op de moordenaars van zijn zusje: Vladis Grutas (Rhys Ifans), Enrikas Dortlich (Richard Brake), Kolnas (Kevin McKidd), Zigmas Milko (Stephen Walters) en Bronys Grentz (Ivan Marevich).

## Rolverdeling
- Gaspard Ulliel - Hannibal Lecter
- Gong Li - Lady Murasaki
- Richard Leaf - Vader Lecter
- Ingeborga Dapkūnaitė - Moeder Lecter
- Dominic West - Inspecteur Popil
- Charles Maquignon - De Visboer
- Helena-Lia Tachovaská - Mischa
- Rhys Ifans - Vladis Grutas

## Verschillen met het boek
- Hannibal ontsnapt in de film uit het weeshuis waarin hij opgenomen wordt na de Tweede Wereldoorlog en vlucht vervolgens naar het huis van zijn oom Robert Lecter in Frankrijk. In het boek wordt hij door zijn oom opgehaald in het weeshuis dat hem vrijwillig laat vertrekken met de man.
- Wanneer Hannibal in de film arriveert in Frankrijk, is zijn oom Robert Lecter al een jaar dood en woont Lady Murasaki (Li Gong) alleen in het huis. In het boek ontmoet hij zijn oom wanneer die hem ophaalt in het weeshuis en leeft hij nog een tijd samen met zijn oom en diens levensgezel in Frankrijk voor zijn oom neergeschoten wordt.